# Şanlıurfa

Şanlıurfa este un oraș mare din sud-estul Turciei cu peste 500.000 locuitori. În limba curentă mai este numit, pe scurt, și Urfa.
Nu departe de Urfa, la 15 km spre N-E, pe muntele Göbekli Tepe (în română „muntele cu buric“), a fost descoperit un sanctuar amplu, vechi de circa 11.500 ani - cel mai vechi templu din lume descoperit până acum (2009). Se pare că a fost construit de vânători nomazi, încă înainte ca oamenii din regiune să fi devenit sedentari. Cercetările arheologice în acest sit sunt efectuate la ora actuală de către Institutul Arheologic German "DAI".

## Personalități născute aici
- Yusuf Nabi (1642 - 1712), poet otoman;
- Hasan Karacadağ (n. 1976), regizor de film, producător, scenarist.